# سيدي الظريف

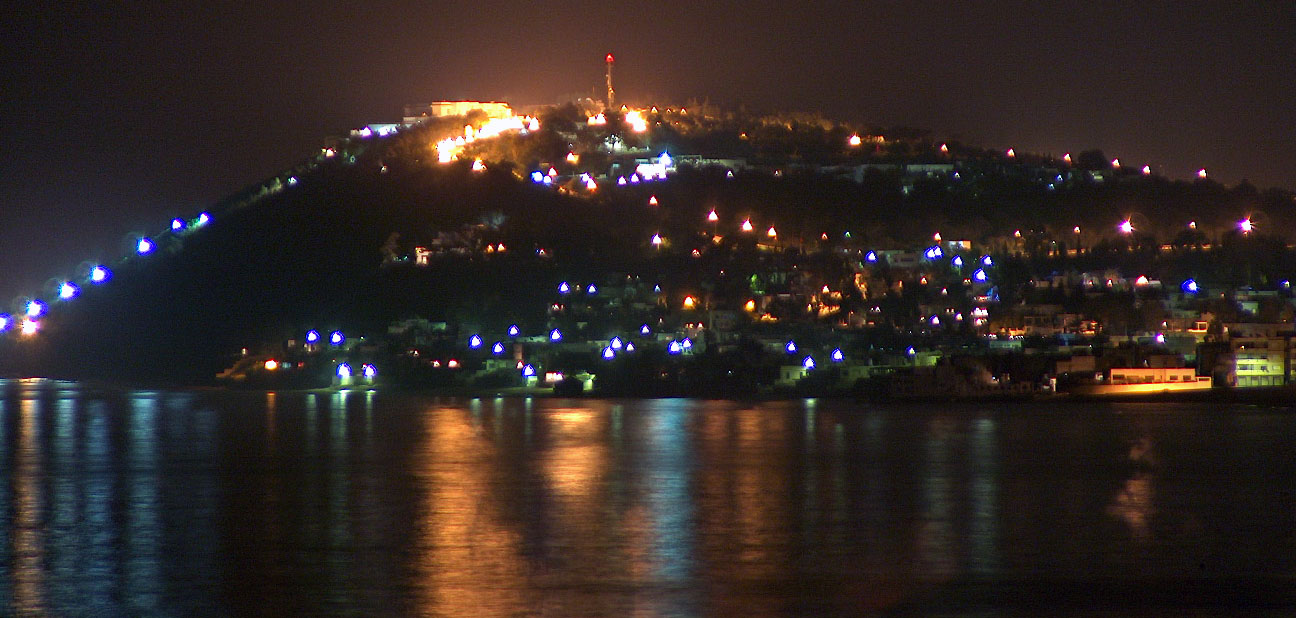
صورة ليلية لمدن (أسفل الصورة) وسيدي الظريف (في منتصف الربوة) وسيدي بوسعيد (أعلى الربوة)

سيدي الظريف منطقة تقع بين سيدي بوسعيد والمرسى في الضاحية الشمالية لمدينة تونس. يقع بها المعهد العالي للدراسات السياحية بسيدي الظريف كما شيد الرئيس الاسبق زين العابدين بن علي على جزء من ربوتها قصرا خاصا سكنه ابتداءًا من أواخر التسعينات. يمر بمنطقة سيدي الظريف خط تونس-حلق الوادي-المرسى عبر محطة تحمل اسمها.